# Isotheciadelphus sasaokae
Isotheciadelphus sasaokae là một loài Rêu trong họ Lembophyllaceae. Loài này được Dixon & Thér. mô tả khoa học đầu tiên năm 1936.